# Polom (berg i Tjeckien, Plzeň)
Polom är ett berg i Tjeckien.   Det ligger i regionen Plzeň, i den sydvästra delen av landet, 130 km sydväst om huvudstaden Prag. Toppen på Polom är 1 295 meter över havet. Polom ingår i Šumava.
Terrängen runt Polom är huvudsakligen kuperad. Runt Polom är det ganska tätbefolkat, med 70 invånare per kvadratkilometer. Närmaste större samhälle är Sušice, 20,0 km nordost om Polom. I omgivningarna runt Polom växer i huvudsak blandskog.